# Kostel Nalezení svatého Kříže (Vodice)
Kostel Nalezení svatého Kříže ve Vodici (chorvatsky (župna) crkva Našašća svetog Križa u Vodicama) je římskokatolický farní kostel šibenické diecéze. Kostel postavený v barokním slohu byl vysvěcen v roce 1760. Nachází se s vedle stojící zvonicí v centru chorvatského městečka Vodice v Šibenicko-kninské župě.

## Historie
Vodický kostel je jedním z nejvýznamnějších barokních objektů v Dalmácii. V roce 1725 významný stavitel Ivan Skoko z nedalekého Šibeniku vybudoval kapli kolem dnešního hlavního oltáře, která se později stala organickou součástí interiéru kostela rozšířeného v letech 1746–1749. Budova dostala souměrné průčelí s barokním portálem a honosnou rozetou. Boční stěny byly opatřeny oválnými barokními okny.

### Popis kostela

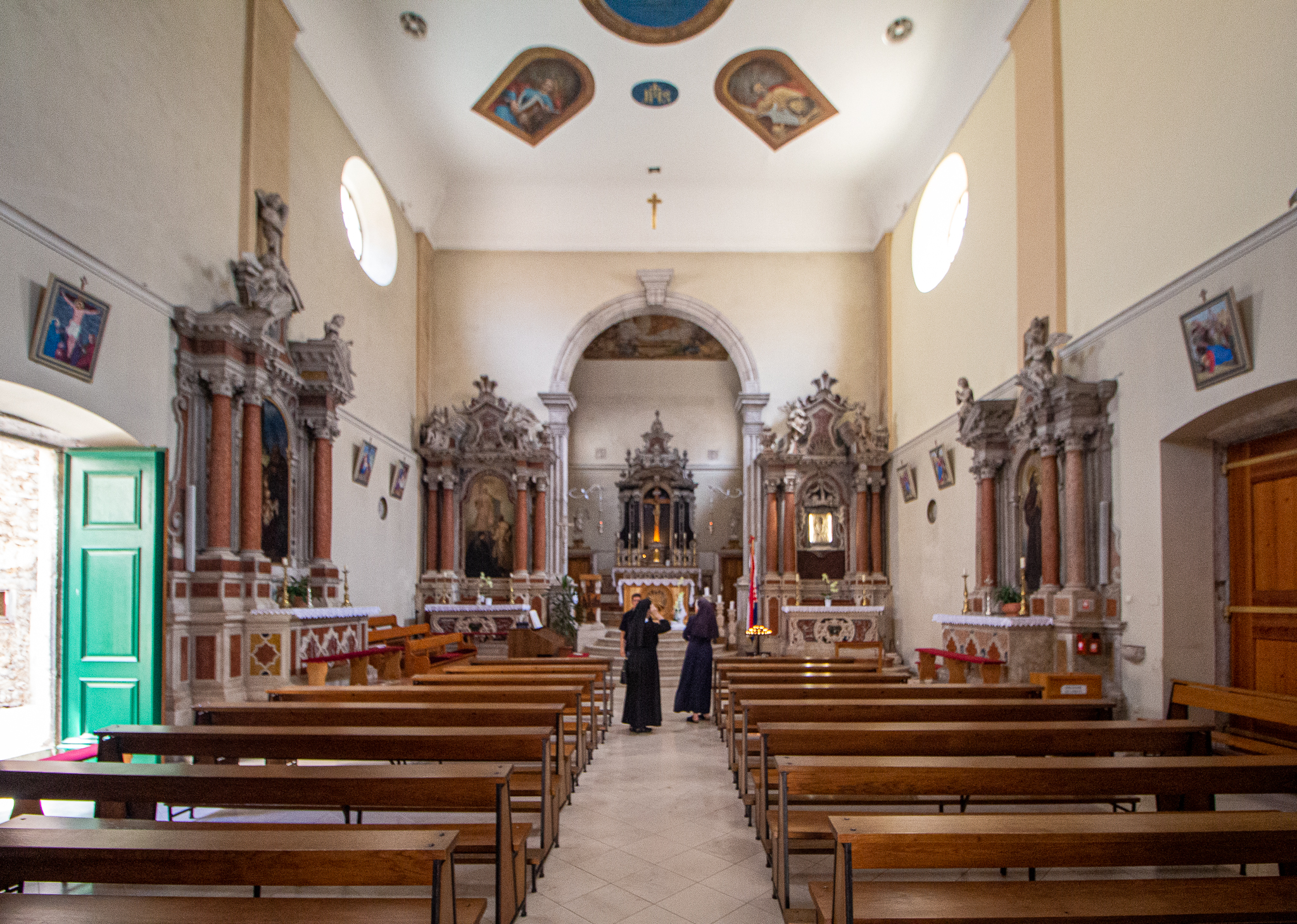
Interiér kostela

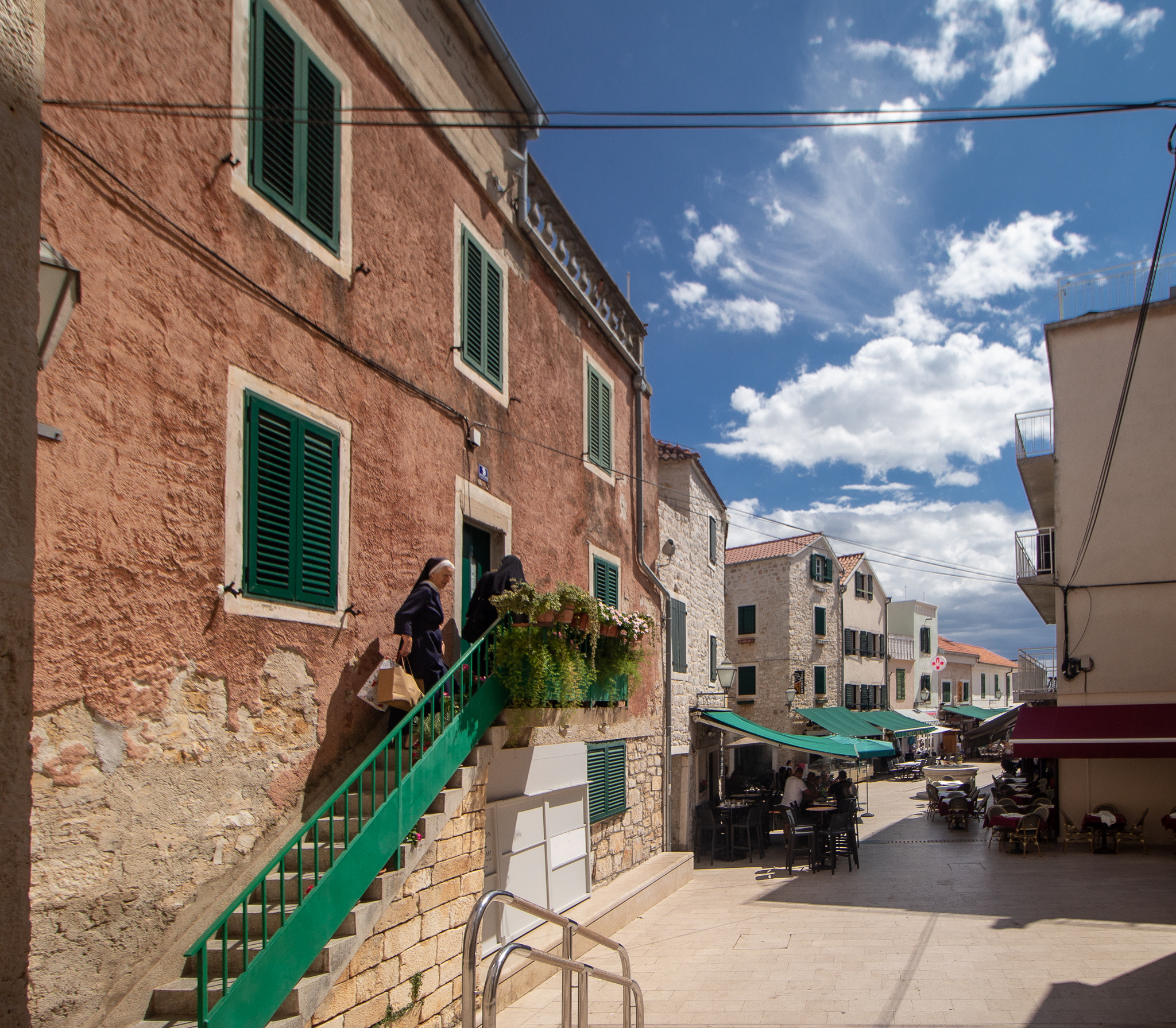
Fara u kostela

V interiéru kostela se nachází skvostný barokní oltář zasvěcený svatému Kříži.
Další dva boční oltáře jsou zasvěceny Srdci Ježíšově a Svaté rodině. Na oltářích se nachází dva obrazy, které jsou významnou ukázkou malířství 20. století v Dalmácii:
- v horní části oltáře Srdce Ježíšova je vyobrazen Ježíšův obraz nad kamennou zdí s červeným srdcem vyobrazeným přes roucho na hrudi. Kristus je zde znázorněn jako ve vidění před Křížem. Vlevo klečí mladistvá postava sv. Stanislava Kostky, před nímž leží kniha. Vpravo je vzpřímená postava sv. Vincence, mučedníka ze Zaragozy, s bílým ornátem, na němž je růžový kříž. V levé ruce má mučednickou palmu a na bosých nohách sandály. Na obraze zcela dole je kurzívou psaný podpis autora Eugenia Moretti-Lareseho (1822–1874), později částečně přemalovaný zlatým pruhem, proto dnes sotva čitelný. Vzhledem k tomu, že vodické "Bratrstvo Přeslavného Srdce Ježíšova" ("Braština Prislavnoga Isusova serdca") byla založena v roce 1851, je pravděpodobné, že obraz pochází z té doby.
- Druhým je oltářní obraz na oltáři Svaté Rodiny. Podpis téhož autora v jeho spodní části je zde lépe čitelný. Obraz zachycuje Svatou rodinu seskupenou před kamennou zdí. Pyramidové kompozici dominuje postava sv. Josefa s šedivým plnovousem, mladistvé znázornění Matky Boží držící nahého plavovlasého Ježíška s věncem růží v ruce. S Dítětem si hraje Jan Křtitel vyobrazený s kudrnatými vlasy s kouskem látky a rouna kolem boků. V ruce drží kříž, na kterém je stuha s nápisem: Ecce agnus Dei. / Eugenio Moretti-Larese, Venecija 1822–1874/.[2]

### Zvonice
Architektonicky slohově poměrně prostá zvonice s uzavřenou základnou a dvěma loggiemi z let 1752–1772 je zastřešená jehlanovou střechou. Byla postavena podle návrhu architekta Vicka Macanoviće, zvaného „Dubrovčanin“, italsky „Raguseo“, tj. z Dubrovníka.
Zvonice je osazena třemi zvony. Velký zvon Sv. Josef snoubenec byl odlit v roce 1852 zvonařem Petarem Bazem v Benátkách a váží 859 vídeňských funtů. 24. dubna 1853 jej vysvětil biskup Ivan Berčić. Prostřední zvon je zasvěcen sv. Kříži, třetí zvon byl zřejmě instalován později. Od roku 2007 jsou zvony poháněny elektricky.